# His Name Was Jason: 30 Years of Friday the 13th
His Name Was Jason: 30 Years of Friday the 13th es un documental emitido por televisión en 2009 y que se centra en la franquicia de películas Viernes 13. Fue creado para conmemorar el trigésimo aniversario del estreno de la primera cinta en 1980. Contiene entrevistas con los directores, actores, diseñadores, guionistas y productores de las películas. El documental narra detalles acerca de la producción de los filmes y la manera en que influyeron en la cultura popular. El presentador del documental es Tom Savini, quien ayudó a crear el maquillaje y efectos especiales en algunas de las cintas.
- Datos: Q5898676